# ハイヤー・ラヴ
「ハイヤー・ラヴ」(Higher Love)は、イギリスのロック・ミュージシャン、スティーヴ・ウィンウッドが1986年に発表した楽曲。アルバム『バック・イン・ザ・ハイ・ライフ』からの第1弾シングルとしてリリースされた。
チャカ・カーンがバッキング・ボーカルで参加した。トム・ロード＝アルジによるリミックス・ヴァージョンが収録された12インチ・シングルもリリースされている。

## 反響・評価
全英シングルチャートでは13位に達し、自身初の全英トップ40シングルとなった。
アメリカではBillboard Hot 100と『ビルボード』のメインストリーム・ロック・チャートの両方で1位を獲得し、『ビルボード』のアダルト・コンテンポラリー・チャートでは7位に達した。グラミー賞では最優秀レコード賞と最優秀男性ポップ・ボーカル・パフォーマンス賞を受賞。

## 他メディアでの使用例
「ハイヤー・ラヴ」は、『張り込み』（1987年公開）、『ビッグ・ビジネス』（1988年公開）といった映画のサウンドトラックで使用された。また、2013年にはコンピュータゲーム『グランド・セフト・オートV』のサウンドトラックで使用された。

## カヴァー

### ジェイムス・ヴィンセント・マクモローによるカヴァー
アイルランドの歌手ジェイムス・ヴィンセント・マクモローは、2011年5月にリリースされたチャリティ・アルバム『Silver Lining』に「ハイヤー・ラヴ」のカヴァーを提供。同年にはシングルとしてリリースされ、マクモローにとって初の全英シングルチャート入りを果たす。また、後にオーストラリアやアイルランドでもナショナル・チャート入りした。

### カイゴとホイットニー・ヒューストンによるカヴァー
カイゴとホイットニー・ヒューストンによるカバー・バージョンは2019年6月28日にシングルとしてリリースされた。
元々ナラダ・マイケル・ウォルデンのプロデュースによるホイットニー単独のカバー・バージョンが1990年発表の3枚目のスタジオ・アルバム『アイム・ユア・ベイビー・トゥナイト』の日本盤ボーナストラックとして発表されていたが、今回新たにカイゴによってリワークが施されたヴァージョンとなっている。
イギリスで2位を記録するなど、ヨーロッパを中心に大きなヒットとなり、Spotifyでは10億回再生を突破した。

### その他のカヴァー
- ラス・フリーマン - アルバム『ドライヴ』（2002年）に日本盤ボーナス・トラックとして収録。